# Wołczyn (gmina)
Wołczyn – gmina miejsko-wiejska w województwie opolskim, w powiecie kluczborskim. W latach 1975–1998 gmina położona była w województwie opolskim.
Siedzibą gminy jest Wołczyn.
Według danych z 30 czerwca 2004 gminę zamieszkiwało 14 577 osób. Natomiast według danych z 31 grudnia 2017 roku gminę zamieszkiwało 13 748 osób.
Według danych z 31 grudnia 2019 roku gminę zamieszkiwały 13 484 osoby.

## Struktura powierzchni
Według danych z roku 2002 gmina Wołczyn ma obszar 240,86 km², w tym:
- użytki rolne: 65%
- użytki leśne: 28%

Gmina stanowi 28,28% powierzchni powiatu.

## Demografia
Dane z 31 grudnia 2016:
| Opis                              | Ogółem | Ogółem | Kobiety | Kobiety | Mężczyźni | Mężczyźni |
| --------------------------------- | ------ | ------ | ------- | ------- | --------- | --------- |
| jednostka                         | osób   | %      | osób    | %       | osób      | %         |
| populacja                         | 13 308 | 100    | 7357    | 50,5    | 7220      | 49,5      |
| gęstość zaludnienia (mieszk./km²) | 60,5   | 60,5   | 30,5    | 30,5    | 30        | 30        |

Piramida wieku mieszkańców gminy Wołczyn w 2014 roku.

## Sołectwa
Bruny, Brynica (wieś), Brzezinki, Duczów Mały i Duczów Wielki (wspólne sołectwo), Gierałcice, Komorzno, Krzywiczyny, Ligota Wołczyńska, Markotów Mały, Markotów Duży, Rożnów, Skałągi, Szum, Szymonków, Świniary Małe, Świniary Wielkie, Wąsice, Wierzchy, Wierzbica Dolna, Wierzbica Górna.
Miejscowość bez statusu sołectwa: Brynica (osada), Szklarnia

## Sąsiednie gminy
Byczyna, Domaszowice, Kluczbork, Murów, Pokój, Rychtal, Trzcinica